# Kagaku Sentai Dynaman
Kagaku Sentai Dynaman (科学戦隊ダイナマン (Khoa học Chiến đội Dynaman) Kagaku Sentai Dainaman), dịch là Chiến đội Khoa học Dynaman là series thứ 7 của dự án tokusatsu nổi tiếng Super Sentai trong năm 1983. Được phát sóng trên TV Asahi từ ngày 5 Tháng 2 năm 1983 đến 28 tháng 1 năm 1984, với tổng cộng 51 tập phim.

## Câu chuyện
Đế quốc Jashinka là đế quốc bóng tối hiện lên từ vùng sâu thẳm của Trái Đất để xâm chiếm thế giới.
Để ngăn chặn chúng, tiến sĩ Yumeno thành lập phòng thí nghiệm của mình để chế tạo bộ giáp Dynaman và tìm ra năm người trẻ tuổi để họ trở thành các Dynaman chiến đấu với bọn Đế quốc Jashinka.

## Nhân vật
Dynaman là đội Super Sentai đầu tiên có trang phục được làm từ elastan. Nhóm nghiên cứu cũng ngưng việc sử dụng áo choàng và khăn quàng vốn là một phần trong trang phục Super Sentai từ Himitsu Sentai Goranger đến Dai Sentai Goggle V.
- Hokuto Dan (弾 北斗 (Đàn Bắc Đẩu) Dan Hokuto?) / Dyna Red (ダイナレッ Daina Reddo?): Một ông chủ kendo từ Hokkaido. Có tinh thần trách nhiệm và bướng bỉnh, anh mất mẹ khi còn nhỏ và đồng cảm với những người cũng bị mất cả cha lẫn mẹ. Là bậc thầy của tất cả các môn võ thuật, anh là người giữ cấp bậc cao trong các môn kendo, karate, judo và quyền anh. Anh cũng là một tay lái môtô vô địch. Là một nhà phát minh, ước mơ của Dan là chế tạo một động cơ không gây ô nhiễm.
  - Vũ khí: Dyna Sword (ダイナ剣 Daina Ken?)
  - Chiêu thức tấn công: Magnum Square Punch (マグナムスクエアーパンチ Magunamu Sukueā Panchi?)
  - Dyna Rod Attack: Red Fire (レッドファイヤー Reddo Faiyā?)
- Ryu Hoshikawa (星川 竜 (Tinh Xuyên Long) Hoshikawa Ryu?) / Dyna  Black (ダイナブラック Daina Burakku?): Một hậu duệ của phái ninja Iga, anh có kỹ năng dùng thuật ninja và tàng hình, và anh không hề cho phép bỏ lỡ một ngày đào tạo. Là người hài hước và vui tính, anh được các em nhỏ chú ý đến. Là một nhà thiên văn học, anh có giấc mơ về việc liên lạc và kết nối với các kiểu sự sống ngoài hành tinh.
  - Vũ khí: Cross Cutter (クロスカッター Kurosu Katta?), Battle Tector (バトルテクター Batoru Tekutā?)
  - Chiêu thức tấn công: Strong Shower (ストロングシャワー Sutorongu Shawa?), Meteor Kick (流星キック Ryusei Kikku?), Black Clone Art (ブラック分身の術 Burakku bunshin no Jutsu?), Hiding In The Leaves (木の葉隠れ Konohagakure?), Hiding In The Smokes (煙隠れ Kemuri Kakure?), 8 Step Kick (八段蹴り Hachi Dan Keri?), Ninja Arts Exhaustion (忍法·脱力 Ninpō Datsuryoku?), Ninja Arts Dance Of Thick Fried Tofu (忍法厚揚げの舞い Ninpō Atsuage no Mai?), Attitude Change Arts (変わり身の術 Kawarimi no Jutsu?), Black Spike (Bản gốc chưa sử dụng) (ブラックスパイク(本編未使用) Burakku Supaiku (Honpen Mishiyō)?)
  - Dyna Rod Attack: Black Star Flash (ブラックスターフラッシュ Burakku Suta Furasshu?)
- Yosuke Shima (島 洋介 (Đảo Dương Giới) Shima Yosuke?) / Dyna Blue (ダイナブルー Daina Buru?): Anh đến từ đảo Ishigaki. Là một vận động viên bơi lội và lướt sóng có ước mơ về các phát minh mang tính nhân tạo để cho phép mọi người được thở dưới nước và tận hưởng cuộc sống dưới nước trong tất cả niềm vinh quang của nó. Anh có kiến thức sâu rộng về sinh vật biển. Anh khinh thường sự thất bại, có trách nhiệm luôn muốn bù đắp những thất bại của anh. Phương tiện đi lại duy nhất của anh là Surf Jet và Ban Attack.
  - Vũ khí: Blue Frisbees (ブルーフリスビー Buru Furisubī?), Jet Surfin' (ジェットサーフィン Jetto Safin?), Attack Board (アタックボード Atakku Bodo?)
  - Chiêu thức tấn công: Flying Air Triangle (空中三角飛び Kūchū Sankaku Tobi?), Twist Kick (ツイストキック Tsuisuto Kikku?)
  - Dyna Rod Attack: Blue Water Whirlpool (ブルー水竜巻 Buru Mizu Tatsumaki?)
- Kosaku Nango (南郷 耕作 (Nam Hương Canh Tác) Nango Kosaku?) / Dyna Yellow (ダイナイエロー Daina Ierō?): Một người yêu thiên nhiên từ Kyushu có ước mơ về việc cải thiện giống cây trồng và trang trại nhằm phát triển các loại thực phẩm mới và các loài hoa. Mặc dù anh đóng vai trò như một người hài hước, nhưng trong thâm tâm anh là người đàn ông dịu dàng và nghiêm túc.
  - Vũ khí: Chain Crushers (チェーンクラッシャー Chen Kurasshā?)
  - Chiêu thức tấn công: Yellow Attack (イエローアタック Ierō Atakku?), Yellow Grand Diving (イエローグランドダイビング Ierō Gurando Daibingu?), Yellow Diving Punch (イエローダイビングパンチ Ierō Daibingu Panchi?)
  - Dyna Rod Attack: Yellow Lightning Fall (イエロー雷光落とし Ierō Raiko Otoshi?)
- Rei Tachibana (立花 レイ (Lập Hoa Lệ) Tachibana Rei?) / Dyna Pink (ダイナピンク Daina Pinku?): Cô có ước mơ về việc phát minh ra máy tính để hiểu biết và giao tiếp với động vật. Là một kiếm sĩ có tay nghề cao, Rei không thích chiến đấu nhưng lại chiến đấu vì mục đích bảo vệ giấc mơ của mọi người và sự an toàn của thế giới.
  - Vũ khí: Rose Saber (ローズサーベル Rōzu Sāberu?), Flower Shield (フラワーシールド Furawā Shīrudo?)
  - Chiêu thức tấn công: Rose Finale (バラフィナーレ Bara Fināre?)
  - Dyna Rod Attack: Pink Shocking Melody (ピンクショッキングメロディー Pinku Shokkingu Merodī?)

## Liên kết ngoại
- Kagaku Sentai Dynaman Lưu trữ ngày 26 tháng 3 năm 2008 tại Wayback Machine tạisuper-sentai.net Lưu trữ ngày 31 tháng 8 năm 2010 tại Wayback Machine